# Mustapha Bouaziz
Pour les articles homonymes, voir Bouaziz.
Mustapha Bouaziz (arabe : مصطفى بوعزيز), est un militaire, homme politique et diplomate tunisien.